# Energisa Rondônia
A Energisa Rondônia, anteriormente Centrais Elétricas de Rondônia S/A (Ceron)  é uma empresa de distribuição de energia elétrica sob controle do Grupo Energisa desde final de 2018. 

## História
A Centrais Elétricas de Rondônia (CERON) foi autorizada a se constituir como sociedade de economia mista pela Lei Federal 5.523 de 04 de novembro de 1968. 
Em 1998, a companhia foi federalizada, em razão de dificuldades operacionais e financeiras, tendo seu controle adquirido pela Eletrobras. 

### Privatização
Em 30 de agosto de 2018, em leilão realizada na Bolsa de Valores B3, a Eletrobras Distribuição Rondônia (Ceron) foi adquirida pela Energisa.

## Atividades
Dedica-se primariamente à distribuição de energia elétrica em corrente alternada trifásica (em média tensão, 13.800 volts e em baixa tensão, 220/127 volts), mas tem a seu encargo também atividades de geração e de transmissão.

## Área de concessão
Sua área de concessão é o Estado de Rondônia.